# Chibum
Elénia-pequena ou chibum (Elaenia chiriquensis) é uma espécie de ave da família Tyrannidae.
Pode ser encontrada nos seguintes países: Argentina, Aruba, Bolívia, Brasil, Colômbia, Costa Rica, Equador, Guiana Francesa, Guiana, Antilhas Holandesas, Panamá, Paraguai, Peru, Suriname, Trinidad e Tobago e Venezuela.
Os seus habitats naturais são: savanas áridas, matagal árido tropical ou subtropical, campos de gramíneas de baixa altitude subtropicais ou tropicais sazonalmente húmidos ou inundados e florestas secundárias altamente degradadas.